# Кулишовка (Житомирская область)
Кулишовка (укр. Кулишівка) — село в Коростышевском районе Житомирской области Украины.
Население по переписи 2001 года составляет 53 человека. Почтовый индекс — 12535. Телефонный код — 4130. Занимает площадь 0,298 км².
До 2010 года называлось Кулешовка (укр. Кулішівка). Переименовано решением Житомирского областного совета от 18 марта 2010 года № 1062 «О внесении изменений в административно-территориальное устройство Житомирской области». Верховной радой уточнение пока не утверждено.

## Адрес местного совета
12535, Житомирская область, Коростышевский р-н, с. Шахворостовка, тел. 76-2-32.